# Olympische Sommerspiele 1976/Teilnehmer (Portugal)
| Gelbes Symbol für Goldmedaillen mit stilisierten Olympischen Ringen | Graues Symbol für Silbermedaillen mit stilisierten Olympischen Ringen | Braundes Symbol für Bronzemedaillen mit stilisierten Olympischen Ringen |
| ------------------------------------------------------------------- | --------------------------------------------------------------------- | ----------------------------------------------------------------------- |
| —                                                                   | 2                                                                     | —                                                                       |

Portugal nahm an den Olympischen Sommerspielen 1976 im kanadischen Montreal mit einer Delegation von 19 Sportlern (allesamt Männer) teil.

## Medaillengewinner

### Silber
| Name            | Sportart       | Wettkampf    |
| --------------- | -------------- | ------------ |
| Carlos Lopes    | Leichtathletik | 10.000 Meter |
| Armando Marques | Schießen       | Trap         |

## Teilnehmer nach Sportarten

### Judo
- José Gomes
Leichtgewicht: 7. Platz
- António Roquete
Halbmittelgewicht: 9. Platz

### Leichtathletik
- José Carvalho
400 Meter: Vorläufe
400 Meter Hürden: 5. Platz
- Fernando Mamede
800 Meter: Vorläufe
1500 Meter: Halbfinale
- Hélder de Jesus
1500 Meter: Halbfinale
- Aniceto Simões
5000 Meter: 8. Platz
- Carlos Lopes
10.000 Meter: Silber
- Anacleto Pinto
Marathon: 22. Platz

### Ringen
- Leonel Duarte
Fliegengewicht, griechisch-römisch: 2. Runde
- Luís Grilo
Bantamgewicht, griechisch-römisch: 3. Runde
- Joaquim de Jesus Vieira
Federgewicht, griechisch-römisch: 2. Runde

### Schießen
- Armando Marques
Trap: Silber

### Schwimmen
- José Pereira
100 Meter Freistil: Vorläufe
200 Meter Freistil: Vorläufe
4 × 200 Meter Freistil: Vorläufe
4 × 100 Meter Lagen: Vorläufe
- Paulo Frischknecht
200 Meter Freistil: Vorläufe
4 × 200 Meter Freistil: Vorläufe
100 Meter Schmetterling: Vorläufe
200 Meter Schmetterling: Vorläufe
4 × 100 Meter Lagen: Vorläufe
- Rui Abreu
400 Meter Freistil: Vorläufe
4 × 200 Meter Freistil: Vorläufe
- António de Melo
1500 Meter Freistil: Vorläufe
4 × 200 Meter Freistil: Vorläufe
100 Meter Rücken: Vorläufe
200 Meter Rücken: Vorläufe
400 Meter Lagen: Vorläufe
4 × 100 Meter Lagen: Vorläufe
- Henrique Vicêncio
100 Meter Brust: Vorläufe
200 Meter Brust: Vorläufe
4 × 100 Meter Lagen: Vorläufe

### Segeln
- Francisco Mourão
470er: 21. Platz
- Joaquim Ramada
470er: 21. Platz